# Vävnadsrekonstruktion

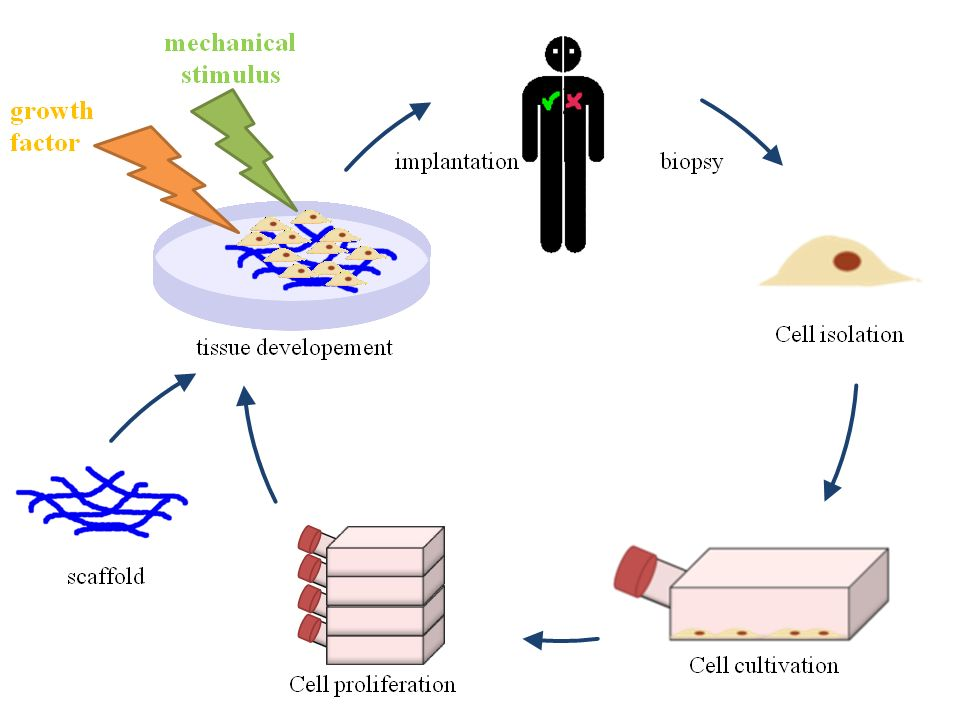
Principer för vävnadsrekonstruktion

Vävnadsrekonstruktion är en biomedicinsk ingenjörskonst som ämnar skapa artificiella organ för transplantation. Det är ett expanderande område inom praktiserad biologi,  grundläggande forskning eller läkemedelsframställning. Med hjälp av naturliga och artificiella biomaterial producerar man fullständigt funktionsdugliga organ för att senare implantera dem i doneringsvärden. Denna teknik tillåter organ att odlas med hjälp av implantation(i motsats till transplantation) och förhindrar på så sätt immunolog frånstötning. Startpunkten för vävnadsrekonstruktion är generellt sett insamlandet av en ytterst liten mängd vävnad från den framtida mottagaren av de vävnadsrekonstruerade organen. Denna mängd kan vid somliga tillämpningar vara så liten som ett 2mms biopsiprov.

## Kategorier
Vid både en diagnostisk och en behandlande tillämpning så ligger vävnadsrekonstruktionens fundament i förmågan att kunna utnyttja fullt levande celler på en rad olika sätt och idag pågår omfattande forskning på ämnet.
Forskning som inkluderar vävnadsrekonstruktion innefattar de följande områdena:  
- Biomassa: Ny biomassa som är designad för att kontrollera, struktur, tillväxt och differentiering av celler vilka genomgår en process varvid de bildar funktionell vävnad genom att avge både fysiska och kemiska signaler [källa behövs]
- Celler: Möjliggöra metoder för förökning och differentiering av celler, bestämma den lämpliga mängden av ursprungscellerna såsom autologa celler, allogena celler, xenogena celler, stamceller, genmodifierade celler, och immunolog manipulation.
- Biomolekyler: Angiogena faktorer, tillväxtfaktorer, differentieringsfaktorer samt benmorfogens proteiner.
- Tekniska Design Aspekter: Tvådimensionell cellökning, tredimensionell vävnadstillväxt, bioreaktorer, blodkärlsformering, biologisk paketering (cell- och vävnadsförflyttning samt förvaring).
- Biotekniska aspekter: Egenskaper hos naturliga vävnader, identifiering av de minimala kraven hos konstruerad vävnad, mekaniska regleringssignaler för konstruerad vävnad samt effektivitet och säkerhet hos konstruerad vävnad.
- Information: Information för att stödja vävnadsrekonstruktion inom gen och protein sekvensering, genuttryckanalys, uttrycksanalys och interaktionsanalys för protein, kvantitativ cellbilds analys, inom silico-vävnad- och cell modellering[2], digital vävnadsframställning, automatiserade kvalitetsförsäkrings system, datautvinning och kliniska informations gränssnitt.

## Metod
Celler tagna från biopsin är sedan odlade från explantat eller en kollagen spjälkning för att skapa en ”cellbank”. Dessa celler kultiveras sedan ytterligare på en kollagenstruktur, vid rätt fysiologiska förhållanden, för att forma vävnadsrekonstruerade strukturer till implantation. Efter ytterligare kultivering av cellerna så kommer de innefattade cellerna i den artificiella vävnadsrekonstruktionen att upplösa kollagenstrukturen och utsöndra en ny kollagenrik vävnad. Eftersom de artificiella organen är konstruerade från patientens egna celler så kommer de att accepteras som en naturlig del av värdens kropp och på så sätt eliminera behovet av antifrånstötningsmedicin.

## Stödstrukturer
Celler är ofta implanterade eller “seedade” in en artificiell struktur kapabel att stödja en tredimensionell vävnadsformation. Dessa strukturer, även kallade ställningar, är en kritisk del av vävnadsrekonstruktion både utanför och även inuti kroppen för att tillåta celler att influera sin egen mikromiljö. Olika ställningar uppfyller olika uppgifter vilka bland annat kan innefatta; förmågan att få celler att fastna eller lossna, utövandet av mekaniska och biologiska influenser för att modifiera cellers beteende, spridning av viktig näring och förmågan att avge eller behålla celler samt biokemiska faktorer. 
Ställningarna kan konstrueras utifrån många olika material, både syntetiska såsom nanorör och naturliga såsom kollagen. För att en ställning skall vara användbar måste den uppfylla vissa specifika krav. Bland annat så är en hög porositet samt en lämplig porstorlek nödvändig, en effektiv biodegraderbarhet är fördelaktigt då det tar bort nödvändigheten av ett kirurgiskt avlägsnande av strukturen och god inmatningsförmåga förbättrar resultatens exakthet och underlättar återskapandet av experiment.

## Stamceller
Inom vävnadsrekonstruktion så är användandet av stamceller vanligt förekommande, en stamcell är en omogen och multipotent cell som kan implanteras i levande vävnad och bilda andra sorters celler. Implantering av stamceller på lämplig plats kan bilda allt från ben till senor eller brosk.

## Sverige
En av de första exemplen på transplantation av ett bioartificiellt organ utfördes av doktor Paolo Macchiarini vid Karolinska institutet. En artificiell luftstrupe sammanfogades utifrån celler från patientens egen benmärg samt en plaststruktur och implanterades tillbaka in i patienten. Metoden har dock visat sig inte fungera, då samtliga patienter med denna typ av luftstrupe avlidit.